# Глосит
Глоси́т (лат. glossitis.  від давньо-грецької  — язик + -itis) — запалення язика, котре виникло у результаті його травмування, впливу патогенних мікроорганізмів, або як стан, який супроводжує інші захворювання.

## Класифікація
У залежності від характеру перебігу захворювання розрізняють такі форми захворювання глоситу.
1. Гострий глосит — симптоми виникають раптово, мають яскраво виражений характер, хвороба супроводжується сильним запаленням і больовим синдромом, набряком і почервонінням органу смаку.
2. Хронічний глосит — цей діагноз ставлять, якщо точно встановити причину виникнення патологічних процесів не вдалося, або при частих рецидивах хвороби.
3. Поверхневий глосит — запалення охоплює тільки слизову язика.
4. Глибокий (флегмонозний) глосит — запущена форма захворювання, при якій виникають гнійні розшарування тканин.
5. Запальний глосит — розвивається на тлі зараження патогенними мікроорганізмами, в цю групу входить вірусна, герпетична, кандидозна, гнійна форма патології.[1]

## Симптоматика
1. Язик набрякає.
2. Зміна кольору язика
3. При розмові та прийомі їжі болить
4. Часто недостатньо зволожений і обкладений
5. При прогресуючому глоситі на язиці з’являються виразки та ерозії.[2]

## Лікування
Лікування глоситу веде лікар-стоматолог.
Однак якщо проблема «виходить» за межі порожнини рота, то до лікування слід залучати інших фахівців. Це зокрема потрібно, якщо лікування глоситу безпосередньо пов’язане з лікуванням основних захворювань, які його викликали.

## Профілактика
- Регулярні відвідування лікаря-стоматолога.
- Ретельна гігієна зубів і рота.
- Не вживайте багато гострої їжі та спецій.
- Обмеження споживання сигарет і алкогольних напоїв.[3]